# Frank Little
Franklin Henry Little (Territorio de Oklahoma, 1879-Butte, 1 de agosto de 1917), comúnmente conocido como Frank Little, fue un líder sindical estadounidense. Participó en las campañas por la libertad de expresión en Missoula, Spokane y Fresno. Se unió a los Industrial Workers of the World en 1905 y participó en organizaciones obreras de madereros, mineros y petroleros en diferentes localidaders de Estados Unidos, como el Valle de San Joaquín, Superior, El Paso y Butte, una ciudad minera del estado de Montana donde fue asesinado.

## Primeros años
Según Arnold Stead, Franklin Henry Little nació en Oklahoma en 1879 hijo de Walter R. y Almira Hays Little. Era en parte cuáquero y en parte cherokee. Sus padres se establecieron en el Oklahoma Land Rush de 1889, y más tarde sufrieron sequía y condiciones miserables después del pánico de 1893. Después de la muerte del padre de Frank en 1899, siguió a su hermano minero Walter Frederick Little a California, donde él también se convirtió en minero. En 1903, Frank dejó a su hermano y a su cuñada Emma Harper Little en California para irse a Bisbee, en el estado de Arizona. Allí trabajó como minero antes de convertirse en organizador de la Federación Occidental de Mineros en Clifton, también en Arizona. En 1905 Little se unió a Industrial Workers of the World.

## Industrial Workers of the World
Little participó en la organización de leñadores, mineros de metales, trabajadores agrícolas migrantes y trabajadores de campos petroleros en sindicatos industriales, a menudo como parte de campañas de libertad de expresión. Fue pionero en las tácticas de resistencia pasiva utilizadas por los Viajeros de la libertad durante el Movimiento de Derechos Civiles. Little participó por primera vez en la lucha por la libertad de expresión de 1909 en Missoula, en el estado de Montana, junto con Elizabeth Gurley Flynn, ayudando a organizar a los trabajadores madereros que sufrieron a manos de los gerentes de las empresas madereras cómplices de los "tiburones", o las agencias de empleo que engañaron a los trabajadores para que les entregaran el dinero ganado. Luego, Little participó en la lucha por la libertad de expresión en Spokane, en el estado de Washington, donde fue sentenciado a treinta días de prisión por ponerse leer en una esquina la Declaración de Independencia. Sufrió en la frígida Escuela Franklin de esa ciudad tras negarse a trabajar en la pila de rocas de la ciudad.
Junto con su hermano organizador Walter Frederick Little y su cuñada Emma Harper Little, Frank participó en las luchas por la libertad de expresión entre los trabajadores en Fresno, en el estado de California en 1910 y 1911. Poco y varios cientos de trabajadores fueron arrestados por violar una ordenanza de la ciudad, congregándose en las calles de la ciudad para hablar públicamente. Muchos más trabajadores pertenecientes al sindicato de Industrial Workers of the World vinieron a la ciudad e hicieron huelga en apoyo. Con el tiempo, Little organizó con éxito a trabajadores de la fruta no calificados en el Valle de San Joaquín, un precursor del trabajo de César Chávez. También dirigió los esfuerzos de libertad de expresión en Kansas City y Webb City en el estado de Misuri, y en la de Peoria, en el de Illinois.
En agosto de 1913, Little y sus compañeros, el organizador del sindicato Industrial Workers of the World, James P. Cannon, llegaron a Duluth, en Minnesota, para apoyar la huelga de los trabajadores portuarios contra el Great Northern Railway por las peligrosas condiciones de trabajo. En el curso de la huelga fue secuestrado, retenido a punta de pistola en las afueras de la ciudad y dramáticamente rescatado por simpatizantes del sindicato.
En 1914, Little fue elegido miembro de la Junta Ejecutiva General de Industrial Workers of the World. Dos años más tarde regresó a la región de los Grandes Lagos, donde organizó a los trabajadores portuarios de la ciudad de Superior, en el estado de Wisconsin, en una huelga por mejores condiciones de seguridad y salarios. Allí fue secuestrado, golpeado brutalmente y simulacro de ahorcado.

## Activismo contra la guerra
Little fue un fuerte oponente del capitalismo después de presenciar a muchos empresarios estadounidenses de finales del siglo XIX y principios del XX utilizar lo que él consideraba métodos sin escrúpulos para enriquecerse. Como resultado, también se opuso a la Primera Guerra Mundial, que muchos creían que era una "guerra de ricos y una lucha de pobres". Si bien el secretario general-tesorero William Haywood y los miembros de la Junta Ejecutiva General compartieron las opiniones de Little sobre la guerra, no estuvieron de acuerdo sobre si crear una agitación contra la guerra. Cuando Estados Unidos se unió a la guerra en abril de 1917, Ralph Chaplin, editor del periódico Solidarity de los Industrial Workers of the World, afirmó que oponerse al borrador destruiría el sindicato a través de la represión del gobierno. Otros miembros de la Junta argumentaron que los trabajadores organizados no tendrían el poder de detener la guerra hasta que más trabajadores estuvieran organizados, y el sindicato debería continuar enfocándose en organizar a los trabajadores en el punto de producción, incluso si sus acciones pudieran obstaculizar incidentalmente el esfuerzo bélico.
Little se negó a dar marcha atrás en este tema y argumentó que "... la IWW se opone a todas las guerras, y debemos usar todo nuestro poder para evitar que los trabajadores se unan al ejército". Planeaba ir a Butte, para apoyar la organización sindical después del desastre de la mina Speculator el 8 de junio de 1917, donde murieron 168 hombres. Se inició un incendio en el pozo Granite Mountain de la Spectacular Mine, propiedad de North Butte Mining Company. Los mamparos sellados impedían que los hombres escaparan de los humos tóxicos en los distintos niveles de la mina. Posteriormente, los trabajadores mineros formaron un nuevo sindicato, el Sindicato de Trabajadores de las Minas de Metal, y otros gremios se unieron a una huelga.
Antes de la llegada de Little a Butte, el 12 de julio de 1917, cerca de 1200 mineros en huelga en Arizona fueron detenidos y deportados a Nuevo México. La xenofobia, especialmente contra los estadounidenses de origen alemán, invadió la nación. Los operadores de minas utilizaron la atmósfera volátil como excusa para deportar a los mineros en huelga, los "indeseables" o los inmigrantes que se percibían como una amenaza. Little se había roto el tobillo y no formó parte de la Deportación de Bisbee, pero visitó a los organizadores en Miami, en Arizona, antes de partir hacia Butte. También sufrió de una hernia doble después de que lo golpearan y patearan en El Paso, el estado de Texas. Según algunos informes, llevaba 135 libras en su cuerpo de 5'11 "y tenía un dolor terrible.
En esta condición física, el 18 de julio de 1917, Little llegó a Butte para ayudar a organizar el sindicato de mineros del cobre y liderar la huelga de mineros contra Anaconda Mining Company por mejores condiciones de seguridad y salarios más altos, abolición del sistema de contratos y remoción de la "rustling card". Los trabajadores en huelga habían sido atacados por un "guardia de casa" organizado por la empresa, y los periódicos trabajaban para socavar el apoyo público a los trabajadores. Little creó un piquete en las minas, persuadió a las mujeres para que se unieran a las líneas y, finalmente, alentó a los demás comerciantes a unirse a la huelga. Durante este período, también se pronunció en contra de la participación de Estados Unidos en la guerra, llamando a los soldados que sirven en Europa "las costras del tío Sam en uniforme". Esto generó la ira de la prensa y de los funcionarios de Anaconda Copper, quienes no querían que se afectara la producción de cobre.

## Muerte
En las primeras horas del 1 de agosto de 1917, seis hombres enmascarados irrumpieron en la pensión Steel Block de Nora Byrne donde se alojaba Little. Los hombres inicialmente patearon la puerta equivocada en la pensión y, cuando Byrne los enfrentó, afirmaron ser agentes (de la ley). Little fue golpeado en su habitación y secuestrado cuando aún estaba en ropa interior. Lo metieron en un automóvil que se alejó a toda velocidad.
Más tarde, Little fue atado al parachoques trasero del automóvil y arrastrado por los bloques de granito de la calle. Las fotografías de su cuerpo muestran que posiblemente le habían raspado las rótulas. Little fue llevado al puente de Milwaukee en las afueras de la ciudad, donde luego lo colgaron de un caballete de ferrocarril. El forense descubrió que Little murió asfixiado. También se encontró que su cráneo había sido fracturado por un golpe en la parte posterior de la cabeza causado por un rifle o la culata de un arma. Una nota con las palabras "Primera y última advertencia" estaba clavada en su muslo, refiriéndose a los vigilantes anteriores que le dieron a la gente tres advertencias para que se fueran de la ciudad. La nota también incluía los números 3-7-77 (un signo de Vigilantes activos en el siglo XIX en Virginia City, en Montana, algunas personas pensaban que se referían a medidas graves) y las iniciales de otros líderes sindicales, lo que sugiere que serían los próximos en ser asesinados.
El abogado de Metal Mine Workers dijo después del asesinato de Little que el sindicato había recibido advertencias sobre Joe Shannon, Tom Campbell y otro hombre. 
Aunque nadie fue detenido ni procesado por la muerte de Little, varias personas han especulado sobre su asesinato. El autor Dashiell Hammett estaba trabajando a suerldo de Pinkerton's como rompehuelgas en Butte y pretende haber rechazado una oferta de 5000 dólares para asesinar a Little. Hammett luego hizo uso de sus experiencias en Butte para escribir Cosecha roja. Rory Carroll escribe: "En sus memorias, Lillian Hellman, la compañera de Hammett, dijo que él le dijo que le ofrecieron asesinar a Little. 'A lo largo de los años, repitió esa oferta de soborno tantas veces que llegué a creer... que era una especie de clave para su vida. Le había dado a un hombre el derecho a pensar que cometería un asesinato '". William Nolan, uno de los biógrafos de Hammett, piensa que "el hecho de que alguien incluso le preguntara, pensando que sería ese tipo de persona, y que estaba tan metido en el asunto lo hacía sentir culpable. Nunca se recuperó y siempre lo perseguía ".
Los líderes sindicales que habían visto el cuerpo de Little en ese momento insistieron en que uno de los asesinos era Billy Oates, un notorio matón contratado empleado por Anaconda. El motivo de la participación de Oates fue un pequeño agujero en la parte posterior de la cabeza de Little que había sido "infligido por el gancho de acero utilizado por Oates en el muñón de su brazo derecho amputado".
Durante los siguientes nueve años, dos hombres más fueron nombrados como posiblemente involucrados en el linchamiento de Little. En el momento del juicio por conspiración de los Industrial Workers of the World de 1918 en Chicago, los abogados del sindicato cuestionaron por qué Ed Morrissey, quien había sido el jefe de detectives de Butte en el momento del asesinato, había tomado una licencia de 20 días el día después de la matanza. En el juicio se alegó que Morrissey tenía rasguños en la cara. La autopsia del cuerpo de Little descubrió que había intentado luchar contra sus agresores y que tenía la piel de alguien debajo de las uñas. En 1926, William F. Dunne identificó a Peter Prlja como uno de los 'escuadrones de la muerte'. Prlja era en ese momento un oficial de motocicletas en el departamento de policía de Butte y, al igual que Oates, había trabajado como guardia de seguridad para Anaconda.
Se estima que 10 000 trabajadores se alinearon en la ruta del cortejo fúnebre de Little, que fue seguida por 3500 personas más. El funeral sigue siendo el más grande en la historia de Butte. Fue enterrado en el cementerio Mountain View de Butte. Su lápida dice "Asesinado por los intereses capitalistas por organizar e inspirar a sus semejantes".
Su muerte marcó el inicio de un periodo de marcada represiòn gubenamental, y que incluyó el envío de tropas federales a Butte, la declaración de ley marcial en Spokane, la proclamación de Ley Federal de Sedición de 1918 y el arresto de 165 presuntos miembros de la IWW.

## Legado
- El documental de 2002 de Travis Wilkerson An Injury to One cuenta la historia de Little y su asesinato en Butte.[13]
- La primera temporada del podcast Death in the West, presentado por los nativos de Montana Chad Dundas, Erika Fredrickson, Leif Fredrickson y Zach Dundas, cuenta la historia del asesinato de Little en Butte.[14] También discuten el contexto más amplio de las acciones sindicalistas y los conflictos laborales a finales del siglo XIX y principios del XX.
- Little es un personaje de la novela de ficción histórica de 2020 de Jess Walter, The Cold Millions.